# Flemming Rose

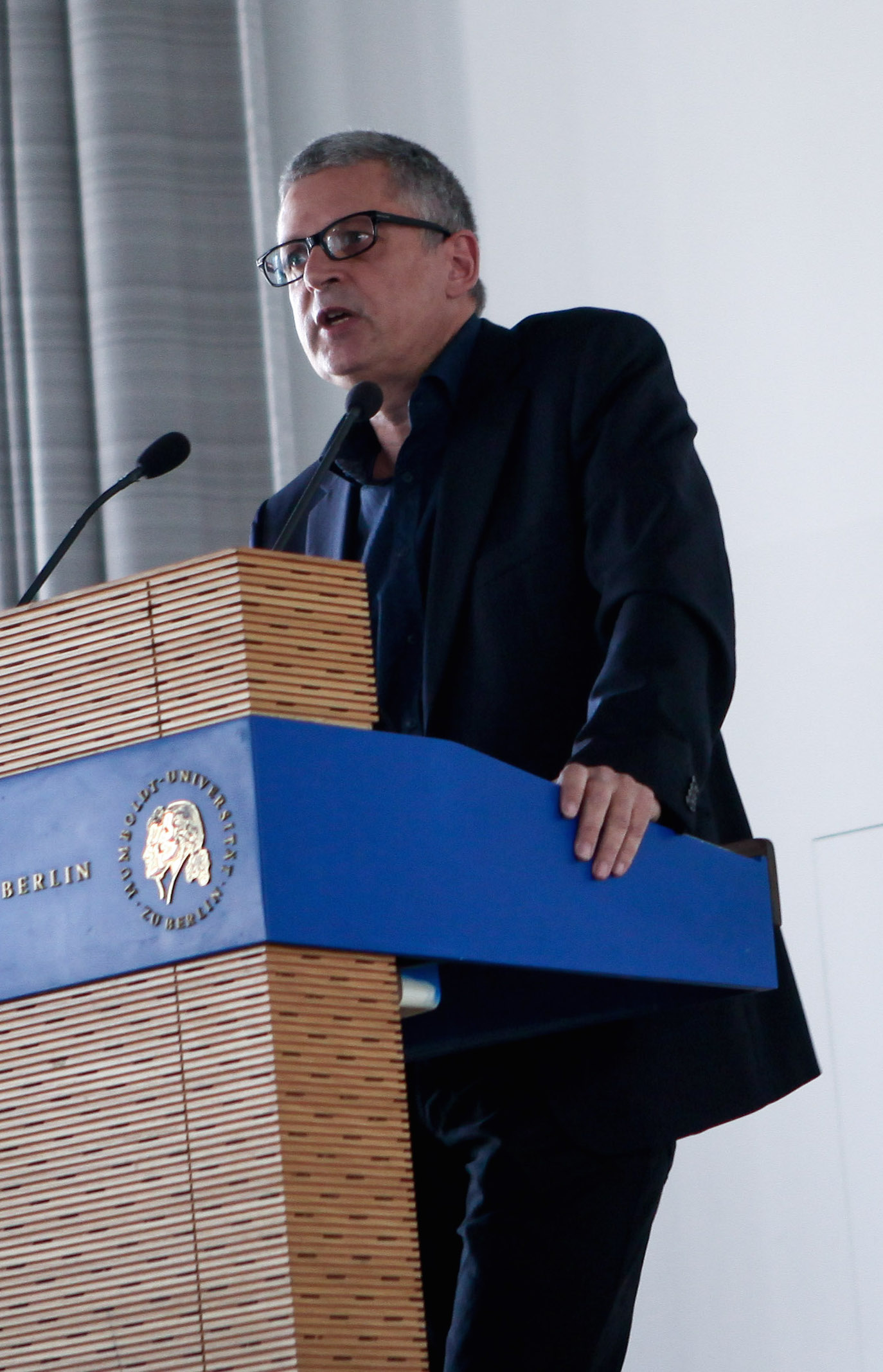
Flemming Rose

Flemming Rose, född 11 mars 1958, är en dansk journalist och författare och kulturredaktör på Jyllands-Posten. 
Flemming Rose har studerat ryska språket och litteraturen på Københavns Universitet. Han varit utrikeskorrespondent för Berlingske Tidende i Moskva 1990-96 och Washington D.C. 1996-99 och sedan dess arbetat för Jyllands-Posten, bland annat som korrespontent i Moskva 1999-2004 och kulturredaktör 2004-10. Som kulturredaktör publicerade han Muhammedbilderna i Jyllands-Posten den 30 september 2005, där någon av bilderna ansågs antyda ett samband mellan islam, terrorism och kvinnoförtryck. Han motiverade publiceringen med att allmänheten i Europa hade bevittnat allvarliga exempel på självcensur på grund av farhågan om eventuella våldsamma hot från grupper inom den muslimska minoriteten.